# Ctenus ellacomei
Ctenus ellacomei este o specie de păianjeni din genul Ctenus, familia Ctenidae, descrisă de F. O. P.-cambridge în anul 1902.
Este endemică în Surinam. Conform Catalogue of Life specia Ctenus ellacomei nu are subspecii cunoscute.